# 능성어
능성어는 농어목 바리과의 물고기이다. 몸길이는 약 90cm이고 회갈색 바탕에 7개의 짙은 갈색 무늬가 있다. 배지느러미와 뒷지느러미는 검은색이다. 